# 折橋洋介
折橋 洋介（おりはし ようすけ、1981年（昭和56年）7月 - ）は、日本の行政法学者。広島大学大学院人間社会科学研究科教授。

## 人物
岡山大学在学中から、佐々淳行の著書を読んで警察の諸活動に憧れ、大学内の複写機を利用して様々な文献を複写・ファイリングし、「これまで法医学において、また広く法学領域においても、ほとんど研究されてこなかった行政による死因調査について、法理論的分析を加えたという点で独創性があり、且つ本研究は死因調査の目的についての議論の成熟化に資するための理論的基礎を築かんとするものであり、法医学及び隣接する法学領域における学問的価値のみならず、昨今の死因調査法制の体系的見直しの論議にも有用であり、学位の授与に値すると考えられる。」（学位論文要旨詳細）と宇賀克也らから評価され、博士（医学）の学位を取得した。総務省行政管理局に行政判例等専門官として在職していた際には、行政不服審査法の改正に関わり、同局所管の行政通則法（行政手続法、行政不服審査法、行政機関情報公開・個人情報保護法等）に関する運用実務や調査研究等に従事していた。大学では「霞が関論」を開講し、官僚をゲストに招いて学生に夢と目標を与え、また行政法の基礎的な知識の取得と、その知識を用いて自ら考える能力を養うことを目標とした講義やゼミを行っている。

## 略歴
- 2000年3月 - 滋賀県立膳所高等学校卒業
- 2004年3月 - 岡山大学法学部法学科卒業
- 2007年3月 - 大阪大学大学院法学研究科博士前期課程修了
- 2010年11月 - 総務省行政管理局行政判例等専門官
- 2011年3月 - 東京大学大学院医学系研究科社会医学専攻医学博士課程修了、博士（医学）
- 2013年4月 - 広島大学大学院社会科学研究科・法学部准教授
- 2019年4月 - 広島大学大学院社会科学研究科・法学部教授

## 主な論文
- 行政不服審査法の全部改正の概要及び実施, 法の支配, 187号, pp. 27-38, 20171130
- 死因調査にかかる情報の取扱いについて, 法医学の実際と研究, 56号, pp. 261-262, 201311
- 統計調査と情報行政法に関する一考察, 季刊行政管理研究, 140号, pp. 33-41, 201212
- 愛知県個人情報保護条例に基づく死体見分調書等の開示請求（名古屋高裁平成20年7月16日判決）, 自治研究, 86巻, 4号, pp. 125-138, 201004
- 地方公共団体による国立大学「医局」への寄附と地財再建法24条（仙台高裁平成19年4月20日判決）, 会計と監査, 59巻, 5号, pp. 30-35, 200805

## 関連人物
- 宇賀克也